# 聖約翰斯鎮區 (明尼蘇達州坎迪約希縣)
聖約翰斯鎮區（英語：St. Johns Township）是位於美國明尼蘇達州坎迪約希縣的一個行政鎮區，成立於1872年。

## 地方資料
聖約翰斯鎮區的面積為87.43平方千米，當中陸地面積為86.69平方千米，而水域面積為0.74平方千米。根據2020年美國人口普查的數據，當地共有人口418人，而人口密度為每平方千米4.78人。